# Psi Ursae Majoris
Désignations
Psi Ursae Majoris (ψ UMa / ψ Ursae Majoris) est une étoile géante de la constellation de la Grande Ourse. Sa magnitude apparente est de +3,01. En astronomie chinoise, Psi Ursae Majoris est nommée Ta Tsun.  D'après la mesure de sa parallaxe annuelle par le satellite Hipparcos, elle est située à environ 144,5 années-lumière de la Terre. Elle se rapproche du Système solaire à une vitesse radiale de −3 km/s.
Psi Ursae Majoris est une étoile géante rouge évoluée de type spectral K1III. Elle est environ 174 fois plus lumineuse que le Soleil.